# Endel Nelis
Endel Nelis, né le 28 septembre 1925 à Karuse (Läänemaa) et mort le 12 avril 1993 à Haapsalu, est un escrimeur et un maître d'armes estonien.

## Biographie
Endel Nelis fonde le club En garde à Haapsalu, dans les années cinquante. 

## Postérité
Son histoire a inspiré le film de Klaus Härö, The Fencer sorti en 2015.

## Sources
- (et) ESBL biographie
- (en) Tönu Parming et Elmar Järvesoo, A Case study of a Soviet Republic: the Estonian SSR, Westview Press, 1978 (lire en ligne), p. 230.